# Johann Christian von Schreber
Johann Christian Daniel von Schreber (Weißensee, Thüringen, 17 januari 1739 — Erlangen, 10 december 1810) was een Duits medicus en natuurvorser.
Schreber studeerde onder Carl Linnaeus aan de universiteit van Uppsala, bij wie hij in 1760 promoveerde tot doctor in de geneeskunde. Hij werd hoogleraar in de plantkunde en directeur van de botanische tuin van Erlangen.
Schreber is verantwoordelijk voor een reeks boeken getiteld Die Säugethiere in Abbildungen nach der Natur mit Beschreibungen, handelend over de zoogdieren wereldwijd. Veel van de beschreven zoogdieren kregen hier voor het eerst een wetenschappelijke naam, waarbij het binomiale systeem van Linnaeus werd toegepast. Eerder had hij al over entomologie geschreven in I. C. D. Schreberi Novae Species Insectorvm.

## Werken
- Lithographia Halensis (1758)
- I. C. D. Schreberi Novae Species Insectorvm (1759)
- Theses medicae, academisch proefschrift, Universiteit van Uppsala (1761)
- Beschreibung der Gräser (deel 1, 1769 - deel 3, 1810)
- Die Säugetiere im Abbildungen nach den Natur, mit Beschreibungen (1774-1804)